# Otakar Ostrčil

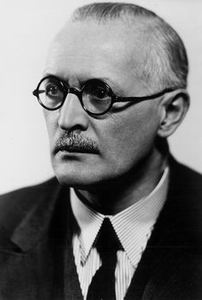
Otakar Ostrčil

Otakar Ostrčil (* 25. Februar 1879 in Prag; † 20. August 1935 ebenda) war ein tschechischer Komponist und Dirigent.

## Leben
Ostrčil war Schüler von Zdeněk Fibich. 1901 wurde er Professor für Sprachen an der Handelsakademie in Prag. Von 1914 bis 1918 war er Opernchef des Städtischen Theaters im Prager Stadtteil Královské Vinohrady und von 1920 bis 1935 Dirigent und Operndirektor des Prager Nationaltheaters.

## Werk
Im Werkverzeichnis Ostrčils finden sich unter anderem eine Sinfonie A-Dur op. 7 (1903–1905), die Sinfonietta op. 20 (1921), die sinfonischen Variationen Kreuzweg für Orchester op. 24 (1927/28) sowie mehrere Opern.
- Vlastas Tod  (1904)
- Kunalas Augen (1908)
- Die Knospe   (1911)
- Die Legende von Erin (1921)
- Hansens Königreich   (1934)

Ostrčils Musik war zunächst von der tschechischen Romantik geprägt, vor allem durch seinen Lehrer Fibich. Zu Anfang des 20. Jahrhunderts traten Einflüsse durch Gustav Mahler hinzu, für den er sich auch als Dirigent einsetzte. In späteren Werken entwickelte er einen eigenständigen, expressiven und dissonanzreichen Stil, wobei dieser Wendepunkt etwa durch das Impromptu op. 13 für Orchester (1911) markiert wird.